# Hedwig Kömmerling
Mathilde Auguste Hedwig Kömmerling (geb. Fitzler, * 11. Juni 1896 in Frankfurt am Main; † 26. Dezember 1993 in Pirmasens) war eine deutsche Historikerin und Gründungsmitglied des Deutschen Frauenrings.

## Leben
Mathilde Auguste Hedwig Fitzler wuchs in Frankfurt am Main und in Pforzheim auf. Obwohl ihr Vater – ein Ingenieur – starb, als sie erst vier Jahre alt war, konnte sie das Gymnasium besuchen und 1915 die Hochschulreife ablegen. Während ihres Studiums der Geschichte in München und später in Berlin mit den zusätzlichen Fächern Indologie und portugiesisch lernte sie weitere Fremdsprachen wie englisch, französisch und spanisch. Nach dem Abschluss 1920 zog es die junge deutsche Historikerin ab 1921 nach Brasilien, wo sie die Geschichte Süd-Amerikas vor Ort studierte. Auf einer Expedition in den Nordwesten Brasiliens konnte sie den Amazonas-Stamm der Nambikwara besuchen und die Quellen des Amazonas erforschen. 1922 war die damalige MA Hedwig Fitzler die erste weibliche Professorin in Rio de Janeiro.
In den Jahren 1925 bis 1929 war Hedwig Fitzler in Portugal und hielt dort auch Vorträge auf Portugiesisch an der Universität Coimbra.
Nach der Rückkehr nach Deutschland promovierte sie 1930 im Hauptfach Geschichte und Portugiesisch und Indologie als Nebenfächern an der Universität zu Köln. Von 1932 bis 1935 beschäftigte sie sich in Berlin mit der spanischen und portugiesischen Kolonialgeschichte in Südamerika; ein umfangreicher Beitrag zur Portugiesischen Handels- und Kolonialgeschichte im Auftrag von Georg Brodnitz wurde jedoch nie veröffentlicht, weil der Auftraggeber 1935 wegen seiner jüdischen Abstammung ein Berufsverbot erhielt. Ein weiteres Thema ihrer Arbeit war die Entstehung und Entwicklung des Printmediums Zeitung.
1937 heiratete Hedwig Fitzler den Pirmasenser Fabrikanten Karl Kömmerling, Besitzer der gleichnamigen Firma Kömmerling. Auch als Hausfrau und Mutter veröffentlichte Hedwig Kömmerling Schriften zur Kolonialgeschichte und widmete sich dem Aufbau eines Frauenrings zunächst in Pirmasens und später eines Landesverbandes in Rheinland-Pfalz.
Am 26. Dezember 1993 starb Hedwig Kömmerling im Alter von 97 Jahren in der Heimatstadt ihres Mannes. 2005 wurde sie zusammen mit nur elf anderen Frauen und 82 Männern zu den „bedeutendsten Einhundert Rheinland-Pfälzern“ gezählt.